# 世界记忆计划

世界記憶計畫標識

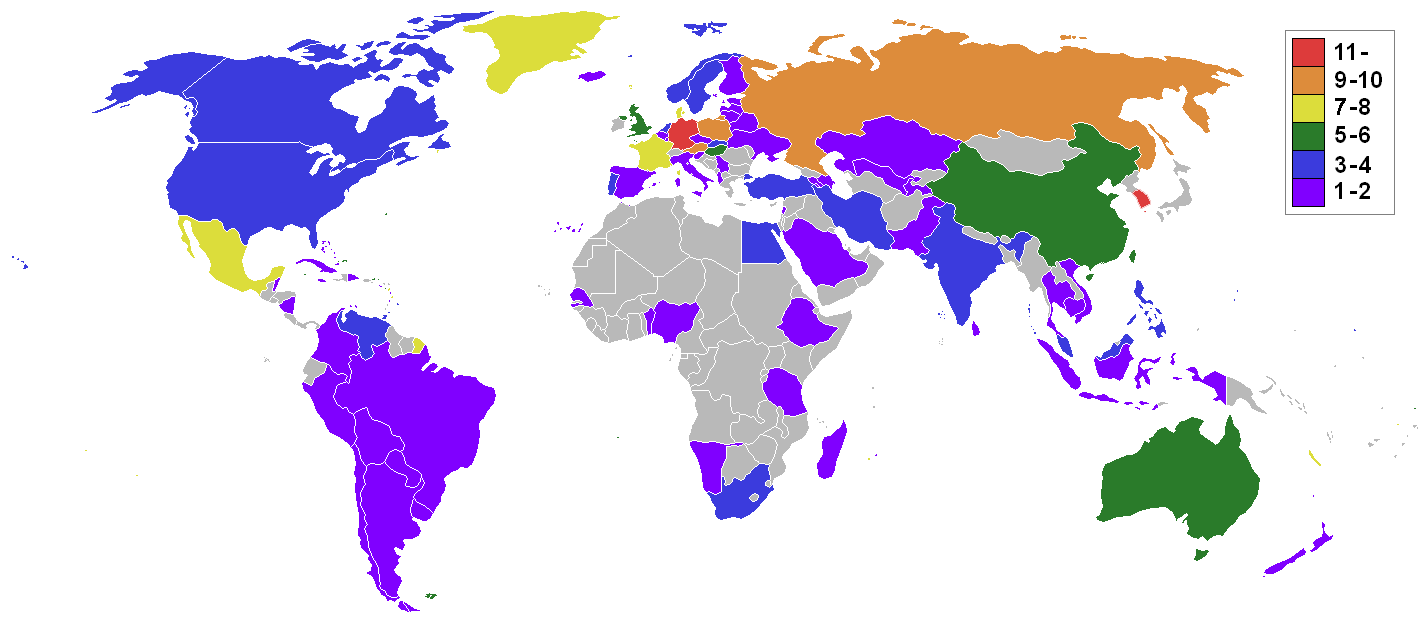
按国家划分的展示档案遗迹的地图。注意：边境附近地区因为在历史上不断的变动，因此有可能被重复计算。

世界記憶计划（英語：Memory of the World Programme）是一項聯合國教科文組織倡議發起的項目，始於1992年，項目下的「世界記憶名錄」以保障文獻，避免集體性遺忘、忽視、被時間和氣候條件故意及蓄意地破壞為目的而成立。

## 世界記憶國際名錄
世界記憶國際名錄是一份匯集世界各地文獻遺產的綜合目錄，包括手稿、口述傳統、視聽資料，以及圖書館和檔案館的收藏。名錄記錄經世界委員會會議（IAC）推薦並由聯合國教科文組織總幹事認可的文獻遺產，符合「世界重要性和卓越普遍價值」的選擇標準。
聯合國教科文組織的世界記憶名錄首次登記是在1997年進行，名錄建立後教科文組織及世界記憶計劃鼓勵成立國家和地區組織以及國家和地區名錄，這些名錄專注於具有重大地區或國家意義的文獻遺產，但不一定具有全球重要性。
名錄中收錄的各種資產包括民間音樂錄音、古代語言和語音學、宗教和世俗手稿的古老殘片、文學、科學和音樂界知名巨匠的集體回憶錄作品、具有里程碑意義的電影和短片副本，以及記錄世界政治、經濟和社會變遷的文件。
截至2018年12月，共有432項文獻遺產被列入名錄，其中來自歐洲和北美的有274項，亞太地區的有116項。在亞太地區，2014至2015年間，有18個成員國參與MOWCAP（其中6個國家沒有國家委員會），而在2016年，有16個國家設立了自己的世界記憶國家委員會。
然而，該計劃並非沒有爭議。例如在2015年的評選周期中，東亞地區就出現相當程度的衝突，因為加入世界記憶計劃的文獻遺產被視為對特定歷史觀點的認可，特別是關於南京大屠殺和慰安婦問題。
| 會議       | 年份 | 主辦城市                 | 日期                 | IAC主席                             | 提名數量 | 登記數量 | 參考          |
| ---------- | ---- | ------------------------ | -------------------- | ----------------------------------- | -------- | -------- | ------------- |
| 1          | 1993 | 波蘭普烏圖斯克           | 9月12日-14日         | Jean-Pierre Wallot（加拿大）        | 沒有     | 沒有     | [ 1 ]         |
| 2          | 1995 | 法國巴黎                 | 5月3日-5日           | Jean-Pierre Wallot（加拿大）        | 沒有     | 沒有     | [ 1 ]         |
| 3          | 1997 | 烏茲別克塔什干           | 9月29日-10月1日      | Jean-Pierre Wallot（加拿大）        | 69       | 38       | [ 1 ] [ 5 ]   |
| 主席團會議 | 1998 | 英國倫敦                 | 9月4日-5日           | Jean-Pierre Wallot（加拿大）        | 沒有     | 沒有     | [ 1 ]         |
| 4          | 1999 | 奧地利維也納             | 6月10日-12日         | Bendik Rugaas（挪威）               | 20       | 9        | [ 4 ]         |
| 5          | 2001 | 韓國清州                 | 6月27日-29日         | Bendik Rugaas（挪威）               | 42       | 21       | [ 6 ]         |
| 6          | 2003 | 波蘭格但斯克             | 8月28日-30日         | Ekaterina U. Genieva（俄羅斯）      | 41       | 23       | [ 7 ] [ 8 ]   |
| 7          | 2005 | 中國丽江市               | 6月13日-18日         | Deanna Marcum（美國）               | 53       | 29       | [ 9 ] [ 10 ]  |
| 8          | 2007 | 南非比勒陀利亞           | 6月11日-15日         | Alissandra Cummins（巴巴多斯）      | 53       | 38       | [ 11 ] [ 12 ] |
| 9          | 2009 | 巴巴多斯布里奇敦         | 7月27日-31日         | Roslyn Russell（澳大利亞）          | 55       | 35       | [ 13 ] [ 14 ] |
| 10         | 2011 | 英國曼彻斯特             | 5月22日-5月25日      | Roslyn Russell (澳大利亞)           | 84       | 45       |               |
| 11         | 2013 | 韓國光州廣域市           | 6月18日-6月21日      | Helena R Asamoah-Hassan (迦納)      | 84       | 56       |               |
| 12         | 2015 | 阿拉伯聯合大公國阿布達比 | 10月4日-10月6日      | Abdulla El Reyes (阿拉伯聯合大公國) | 86       | 44       |               |
| 13         | 2017 | 法國, 巴黎               | 10月24日-27日        | Abdulla El Reyes (阿拉伯聯合大公國) | 132      | 78       | [ 15 ]        |
| 14         | 2023 | 法國, 巴黎 + 線上        | 3月8日-10日，4月11日 |                                     | 88       | 64       | [ 16 ]        |

432項文獻遺產列入世界記憶名錄中，其中274項，或接近一半，位於歐洲和北美地区，其中包括33個國家或地區。
| 區域                 | 世界記憶項目數量 | 國家或組織數量 |
| -------------------- | ---------------- | -------------- |
| 非洲                 | 24               | 11             |
| 阿拉伯國家           | 13               | 3              |
| 亞洲和太平洋地區     | 116              | 18             |
| 歐洲和北美地区       | 274              | 33             |
| 拉丁美洲和加勒比地區 | 93               | 21             |
| 國際組識             | 7                | 7              |
| 合計                 | 432              | 87             |

為響應全球性的註冊，一些國家或國家集團也建立了國家（即國家世名錄）和區域對應名錄，形成了三級名錄，以支持世界記憶計劃。這樣可以更好地管理文件的項目。

## 直指獎
“直指”世界記憶獎於2004年由韓國政府設立，以進一步推動世界記憶項目及紀念2001年《直指心體要節》被列入世界記憶項目。這一獎項，韓國政府會提供30,000美元的獎金，以協助保存和獲取遺產。獎項於2005年起在世界委員會會議期間，每兩年進行授予。
- 2005年：捷克國家圖書館（布拉格）[9][10]
- 2007年：Austrian Phonogrammarchiv（維也納）[11][12]
- 2009年：馬來西亞國家檔案館（吉隆坡）[18]
- 2011年：澳洲國家檔案館[19]
- 2013年：墨西哥城的檔案與圖書館發展支持組織 (Apoyo al Desarrollo de Archivos y Bibliotecas)
- 2016年：伊比利亞美洲檔案發展計劃 (Iberarchivos Programme for the Development of Ibero-Ameran Archives)
- 2018年：馬里的SAVAMA-DCI
- 2020年：吐斯廉屠殺博物館（柬埔寨）[20]
- 2022年：開羅美國大學圖書館與學習技術部，珍稀書籍及特藏圖書館（AUC Libraries and Learning Technologies）[21]

## 註腳
1. ↑  在个别中文媒体的报道中有时被错误地译为“世界记录遗产”

## 外部連結
- 官方網站：关于“世界记忆”计划 （页面存档备份，存于）